# Kuantan Singingi
Kuantan Singingi ist ein indonesischer Regierungsbezirk (Kabupaten) in der indonesischen Provinz Riau. Zum Jahresende 2023 leben hier auf 5.457,86 Quadratkilometern 356.246 Menschen: 175.317 Frauen (49,21 %) und 180.929 Männer (50,79 %). Rechnerisch kamen also 103,2 Männer auf 100 Frauen. Der Verwaltungssitz des Kabupaten  Kuantan Singingi ist das zentral gelegene Teluk Kuantan am Fluss Indragiri, das als Kecamatan Kuantan Tengah (Zentral Kuantan) zum Jahresende 2023 54.381 Einwohner zählte.

## Geographie

### Lage
Der Kabupaten Kuantan Singingi liegt im Südwesten der Provinz und grenzt im Nordwesten bzw. Norden an dem Kabupaten Kampar, im Nordosten an Pelalawan sowie im Osten an Indragiri Hulu. Die Grenzen im Südosten (ca. 18 km) werden von der Provinz Jambi (Kab. Tebo) sowie die im Südwesten befindliche Provinz Sumatra Barat (Kab. Dharmasraya und Sijunjung). Der Bezirk erstreckt sich durchschnittlich auf Höhen um 400 Metern zwischen 0° 00′ und 1° 00′ s. Br. sowie zwischen 101° 02′-101° 55′ ö. L. Die Entfernung vom Verwaltungszentrum Teluk Kuantan in die Provinzhauptstadt Pekanbaru beträgt 160 Kilometer.
Unter den zehn Regierungsbezirken der Provinz Riau rangiert Kuantan Singingi bei Einwohnerzahl und Fläche jeweils an neunter Stelle (vor dem Schlusslicht den Meranti-Inseln). Die Bevölkerungsdichte liegt im Mittelfeld, aber immer noch unter dem Provinzdurchschnitt von 78,8 Einwohner pro Quadratkilometern.

### Wetter und Klima
Der Kabupaten Kuantan Singingi wird vom tropischen Klima beherrscht, mit maximalen Lufttemperaturen zwischen 32,6 °C und 36,5 °C und minimalen Temperaturen zwischen 19,2 °C und 22,0 °C. Die Niederschlagsmenge im Jahr 2020 lag zwischen 88,6 (im Dezember, an 6 Tagen) und 527,4 mm (im April an 16 Tagen), also im Jahr ein Gesamtniederschlag von 2.809,8 mm an 121 Regentagen (pro Monat 234,15 mm).

## Verwaltungsgliederung
Der Kabupaten Kuangan Singingi gliedert sich seit dem Jahr 2012 in 15 Kecamatan mit 229 Dörfern, von denen 11 als Kelurahan städtischen Typs sind, eine andere Einteilung sieht die Trennung in 19 urbane (indonesisch Perkotaan) und 210 rurale (indonesisch Perdesaan) Orte vor. Die Dörfer gliedern sich tiefer in Dusun, RW (Rukun Wargga) und RT (Rukun Tetangga).
| Code 1   | Kecamatan (Distrikt)      | Ibu Kota (Verwaltungssitz) | Fläche (km²) | Einw. 2010 2 | Volkszählung 2020 | Volkszählung 2020 | Volkszählung 2020 | Anzahl der | Anzahl der  |
| Code 1   | Kecamatan (Distrikt)      | Ibu Kota (Verwaltungssitz) | Fläche (km²) | Einw. 2010 2 | Einw. 3           | 0Dichte 40        | Sex Ratio 5       | Desa       | Kelu- rahan |
| -------- | ------------------------- | -------------------------- | ------------ | ------------ | ----------------- | ----------------- | ----------------- | ---------- | ----------- |
| 14.09.01 | Kuantan Mudik             | Lubuk Jambi                | 564,28       | 31.799       | 25.061            | 44,4              | 102,5             | 23         | 1           |
| 14.09.02 | Kuantan Tengah            | Teluk Kuantan              | 270,74       | 52.708       | 51.894            | 191,7             | 102,0             | 20         | 3           |
| 14.09.03 | Singingi                  | Muara Lembu                | 1.953,55     | 28.939       | 34.148            | 17,5              | 106,7             | 13         | 1           |
| 14.09.04 | Kuantan Hilir             | Baserah                    | 148,77       | 26.021       | 14.176            | 95,3              | 101,4             | 14         | 2           |
| 14.09.05 | Cerenti                   | Cerenti                    | 456,00       | 14.058       | 15.557            | 34,1              | 103,8             | 11         | 2           |
| 14.09.06 | Benai                     | Benai                      | 124,66       | 32.384       | 16.408            | 131,6             | 100,0             | 15         | 1           |
| 14.09.07 | Gunung Toar               | Kampung Baru               | 165,25       | 12.692       | 13.889            | 84,0              | 104,6             | 14         | –           |
| 14.09.08 | Singingi Hilir            | Koto Baru                  | 1.530,97     | 34.942       | 42.277            | 27,6              | 105,7             | 12         | –           |
| 14.09.09 | Pangean                   | Pangean                    | 145,32       | 17.161       | 20.020            | 137,8             | 103,1             | 17         | –           |
| 14.09.10 | Logas Tanah Darat         | Perhentian Luas            | 380,34       | 18.955       | 23.341            | 61,4              | 103,5             | 15         | –           |
| 14.09.11 | Inuman                    | Inuman                     | 450,01       | 14.391       | 16.615            | 36,9              | 105,2             | 14         | –           |
| 14.09.12 | Hulu Kuantan              | Lubuk Ambacang             | 384,40       | 8.066        | 9.252             | 24,1              | 99,8              | 12         | –           |
| 14.09.13 | Kuantan Hilir Seberang000 | Koto Rajo                  | 114,29       | –            | 11.357            | 99,4              | 100,2             | 14         | –           |
| 14.09.14 | Sentajo Raya              | Koto Sentajo               | 145,70       | –            | 30.569            | 209,8             | 103,4             | 14         | 1           |
| 14.09.15 | Pucuk Rantau              | Pangkalan                  | 821,64       | –            | 10.379            | 12,6              | 108,0             | 10         | –           |
| 14.09    | Kab. Kuantan Singingi     | Kab. Kuantan Singingi      | 7.656,03     | 292.116      | 334.943           | 43,7              | 10,36             | 218        | 11          |

### Soziale Daten 2020

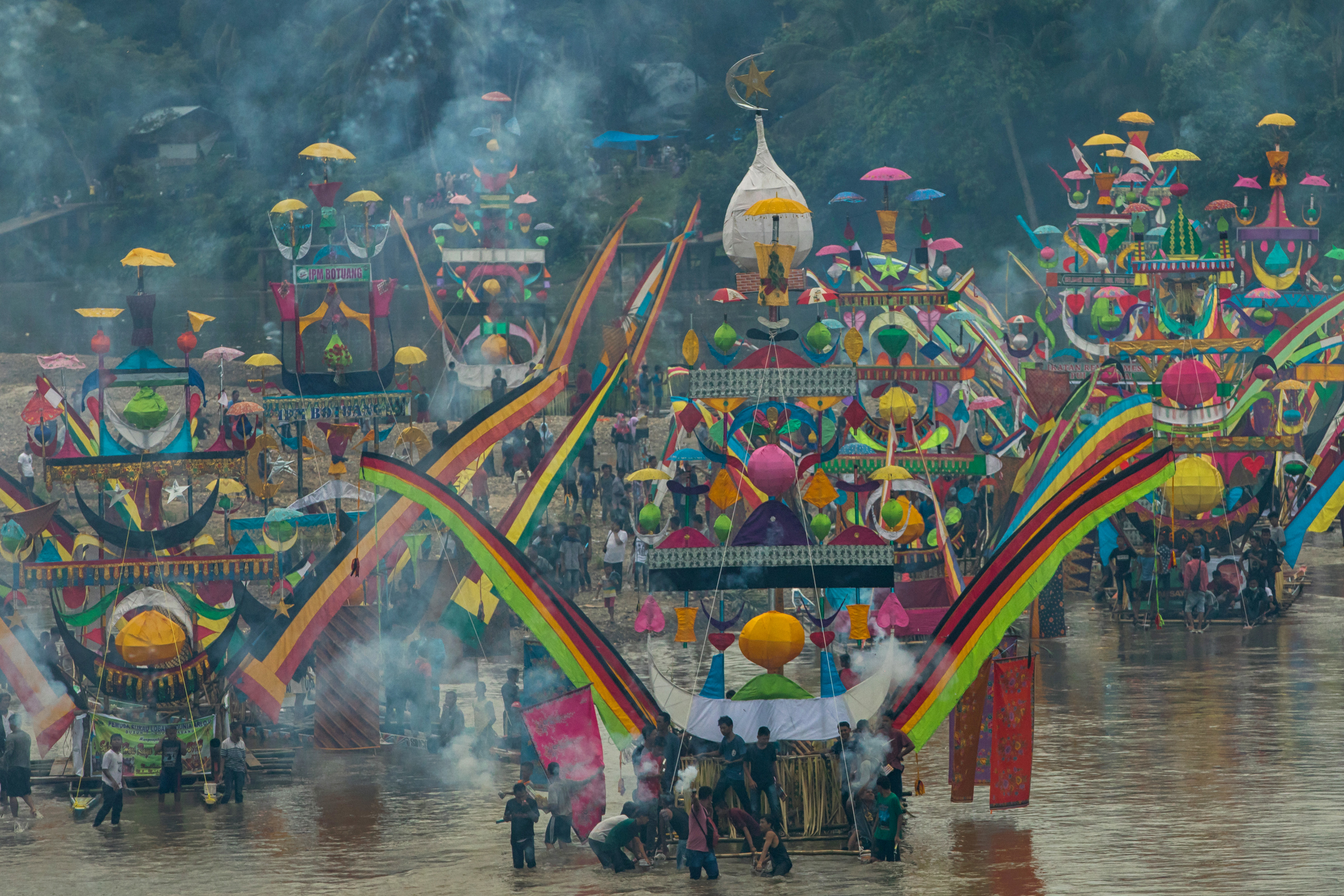
Baganduan Bootsfestival in Lubuk Jambi

| Merkmal                                                            | Kabupaten | 0Provinz Riau0 |
| ------------------------------------------------------------------ | --------- | -------------- |
| Bevölkerung unterhalb der Armutsgrenze (Tsd.)0                     | 29,34     | 483,39         |
| Anteil der „armen Bevölkerung“ (indonesisch Penduduk miskin) (%)00 | 08,91     | 007,04         |
| Arbeitslosenrate (%)                                               | 05,21     | 006,32         |
| Lebenserwartung bei der Geburt (Jahre)                             | 68,55     | 071,60         |
| HDI-Index                                                          | 70,31     | 072,71         |
| Analphabetenrate (in %, 15+ J.)                                    | 00,80     | 000,82         |
| Anteil der Altersgruppen                                           | 0Real0    | 0Prozentual0   |
| Kinder (<15 J.)                                                    | 088.243   | 026,35         |
| arbeitsfähige Bevölkerung (15–64 J.)                               | 230.166   | 068,72         |
| Rentner und Pensionäre (>65 J.)                                    | 016.534   | 004,94         |

## Demographie
Zur Volkszählung 2010 betrug der Frauenanteil 48,73 Prozent (149.779 von 292.116). Die letzte Volkszählung von 2020 zeigte einen Anstieg des Wertes auf 49,12 Prozent bzw. 149.779 von 292.116 Einwohnern. Zum Jahresende 2023 ist ein weiterer (leichter) Anstieg des Frauenanteils erkennbar (49,21 %).
Der Islam war und ist die vorherrschende Religion. Im Jahr 2023 bekannten sich 99,43 Prozent der Bevölkerung dazu. Christen gab es 18.840, also 0,56 Prozent, über neun Zehntel davon waren evangelisch-lutherischer Konfession (16.940). Erwähnenswert sind noch 435 Buddhisten (0,13 ‰). Im Jahr 2020 zählte man 341 Moscheen, 819 kleinere Gebetsräume (indonesisch Mushola) und ein buddhistisches Kloster (im Kec. Kuantan Tengah).

### Aktuelle Bevölkerungsdaten der Bevölkerungsfortschreibung
Nachfolgende Tabelle gibt den Einwohnerstand nach Geschlecht vom Jahresende 2022, zur Jahresmitte 2023 und zum Jahresende 2023 wieder. Er resultiert aus den Ergebnissen der Fortschreibung durch die örtlichen Zivilregistrierungsbüros (Disdukcapil, indonesisch Dinas Kependudukan dan Pencatatan Sipil). Die Bevölkerungsstände können in drei interaktiven Karten und über eine Datenbank abgerufen werden.
| Kecamatan                   | Jahresende 2022 | Jahresende 2022 | Jahresende 2022 | Jahresende 2022 | Bev. zur Jahresmitte 2023 | Bev. zur Jahresmitte 2023 | Bev. zur Jahresmitte 2023 | Jahresende 2023 | Jahresende 2023 | Jahresende 2023 | 2023   | 2023      | Rang |
| Kecamatan                   | Fläche          | insg.           | männl.          | weibl.          | insg.                     | männl.                    | weibl.                    | insg.           | männl.          | weibl.          | Dichte | Sex Ratio | Rang |
| --------------------------- | --------------- | --------------- | --------------- | --------------- | ------------------------- | ------------------------- | ------------------------- | --------------- | --------------- | --------------- | ------ | --------- | ---- |
| Kuantan Mudik               | 476,42          | 25.361          | 12.811          | 12.550          | 25.585                    | 12.920                    | 12.665                    | 26.027          | 13.175          | 12.852          | 54,6   | 102,51    | 6    |
| Kuantan Tengah              | 477,16          | 53.205          | 26.599          | 26.606          | 53.640                    | 26.867                    | 26.773                    | 54.381          | 27.272          | 27.109          | 114,0  | 100,60    | 1    |
| Singingi                    | 966,37          | 35.508          | 18.281          | 17.227          | 35.786                    | 18.392                    | 17.394                    | 36.545          | 18.779          | 17.766          | 37,8   | 105,70    | 3    |
| Kuantan Hilir               | 100,92          | 14.523          | 7.321           | 7.202           | 14.602                    | 7.335                     | 7.267                     | 14.757          | 7.419           | 7.338           | 146,2  | 101,10    | 11   |
| Cerenti                     | 167,09          | 16.392          | 8.382           | 8.010           | 16.497                    | 8.446                     | 8.051                     | 16.747          | 8.571           | 8.176           | 100,2  | 104,83    | 10   |
| Benai                       | 96,05           | 17.630          | 8.769           | 8.861           | 17.657                    | 8.817                     | 8.840                     | 17.754          | 8.870           | 8.884           | 184,8  | 99,84     | 8    |
| Gunung Toar (Gunungtoar)000 | 147,36          | 14.149          | 7.197           | 6.952           | 14.302                    | 7.261                     | 7.041                     | 14.440          | 7.319           | 7.121           | 98,0   | 102,78    | 12   |
| Singingi Hilir              | 918,99          | 44.177          | 22.681          | 21.496          | 44.583                    | 22.910                    | 21.673                    | 45.324          | 23.308          | 22.016          | 49,3   | 105,87    | 2    |
| Pangean                     | 218,15          | 20.612          | 10.369          | 10.243          | 20.753                    | 10.434                    | 10.319                    | 21.051          | 10.625          | 10.426          | 96,5   | 101,91    | 7    |
| Logas Tanah Darat           | 451,03          | 25.654          | 13.124          | 12.530          | 26.049                    | 13.341                    | 12.708                    | 26.593          | 13.629          | 12.964          | 59,0   | 105,13    | 5    |
| Inuman                      | 93,48           | 16.701          | 8.615           | 8.086           | 16.937                    | 8.712                     | 8.225                     | 16.995          | 8.732           | 8.263           | 181,8  | 105,68    | 9    |
| Hulu Kuantan                | 250,07          | 9.656           | 4.818           | 4.838           | 9.780                     | 4.888                     | 4.892                     | 9.941           | 4.969           | 4.972           | 39,8   | 99,94     | 15   |
| Kuantan Hilir Seberang      | 104,94          | 11.254          | 5.636           | 5.618           | 11.327                    | 5.671                     | 5.656                     | 11.409          | 5.706           | 5.703           | 108,7  | 100,05    | 14   |
| Sentajo Raya                | 240,58          | 31.816          | 16.103          | 15.713          | 31.990                    | 16.191                    | 15.799                    | 32.496          | 16.465          | 16.031          | 135,1  | 102,71    | 4    |
| Pucuk Rantau                | 566,76          | 11.311          | 5.872           | 5.439           | 11.487                    | 5.951                     | 5.536                     | 11.786          | 6.090           | 5.696           | 20,8   | 106,92    | 13   |
| Kab. Kuantan Singingi       | 5.440,56        | 347.949         | 176.578         | 171.371         | 350.975                   | 178.136                   | 172.839                   | 356.246         | 180.929         | 175.317         | 65,5   | 103,20    |      |

### Verzeichnis der Kelurahan
Die nachfolgende Liste gibt den Einwohnerstand zum Jahresende 2022 (Semester II/2022) und genau ein Jahr später für alle Kelurahan im Bezirk Kuantan Siningi wieder.
Neben der Fläche und den Einwohnerzahlen sind auch deren Zugehörigkeiten zu den Kecamatan aufgeführt, ebenso die errechneten Ergebnisse der Bevölkerungsdichte (in Einw. je km²) sowie des Geschlechterverhältnisses (Sex Ratio). Als erste Spalte ist der Strukturcode des indonesischen Innenministeriums angegeben. Er gibt gleichfalls Aufschluss über die Zugehörigkeit der Dörfer zu den übergeordneten Verwaltungsebenen: Die ersten drei Zahlenpärchen werden durch Punkte getrennt und geben die Provinz, den Regierungsbezirk (Kabupaten) und den Distrikt (Kecamatan) an. Als letztes folgt nach einem weiteren Trennungspunkt der vierstellige „Dorfcode“ – wobei städtisch geprägte Kelurahan immer mit 1 und „normale“ (ländliche) Desa mit einer 2 beginnen. Die Statistikseiten von BPS (Badan Pusat Statistik) verwenden eine andere Nomenklatur, auf die hier nicht näher eingegangen werden soll, da sie nur bei den Volkszählungen Anwendung findet.
Wie bei vorstehender Tabelle entstammen alle Daten der Fortschreibung durch die örtlichen Zivilregistrierungsbüros (Disdukcapil).
| Struktur- code | Kecamatan         | Kelurahan            | Bevölkerung Jahresende 2022 | Bevölkerung Jahresende 2022 | Bevölkerung Jahresende 2022 | Bevölkerung Jahresende 2022 | Bevölkerung Jahresende 2023 | Bevölkerung Jahresende 2023 | Bevölkerung Jahresende 2023 | Bevölkerung Jahresende 2023 | Bevölkerung Jahresende 2023 |
| Struktur- code | Kecamatan         | Kelurahan            | Fläche                      | insg.                       | männl.                      | weibl.                      | Insg.                       | männl.                      | weibl.                      | Dichte 1                    | Sex Ratio 2                 |
| -------------- | ----------------- | -------------------- | --------------------------- | --------------------------- | --------------------------- | --------------------------- | --------------------------- | --------------------------- | --------------------------- | --------------------------- | --------------------------- |
| 14.09.01.1012  | Kuantan Mudik     | Pasar Lubuk Jambi000 | 6,96                        | 590                         | 298                         | 292                         | 575                         | 292                         | 283                         | 82,6                        | 103,18                      |
| 14.09.02.1016  | Kuantan Tengah000 | Pasar Teluk          | 0,85                        | 970                         | 478                         | 492                         | 964                         | 478                         | 486                         | 1.134,1                     | 98,35                       |
| 14.09.02.1018  | Kuantan Tengah000 | Simpang Tiga         | 1,34                        | 3.200                       | 1.583                       | 1.617                       | 3.189                       | 1.565                       | 1.624                       | 2.379,9                     | 96,37                       |
| 14.09.02.1025  | Kuantan Tengah000 | Sungaijering         | 17,51                       | 7.170                       | 3.620                       | 3.550                       | 7.396                       | 3.750                       | 3.646                       | 422,4                       | 102,85                      |
| 14.09.03.1003  | Singingi          | Muara Lembu          | 131,18                      | 4.661                       | 2.393                       | 2.268                       | 4.782                       | 2.447                       | 2.335                       | 36,5                        | 104,80                      |
| 14.09.04.1001  | Kuantan Hilir     | Pasar Usang          | 0,93                        | 636                         | 310                         | 326                         | 643                         | 310                         | 333                         | 691,4                       | 93,09                       |
| 14.09.04.1002  | Kuantan Hilir     | Pasar Baru           | 1,54                        | 1.968                       | 986                         | 982                         | 1.969                       | 974                         | 995                         | 1.278,6                     | 97,89                       |
| 14.09.05.1001  | Cerenti           | Pasar Cerenti        | 0,59                        | 553                         | 269                         | 284                         | 555                         | 271                         | 284                         | 940,7                       | 95,42                       |
| 14.09.05.1002  | Cerenti           | Koto Peraku          | 14,24                       | 746                         | 388                         | 358                         | 760                         | 401                         | 359                         | 53,4                        | 111,70                      |
| 14.09.06.1001  | Benai             | Benai                | 1,92                        | 1.489                       | 742                         | 747                         | 1.501                       | 748                         | 753                         | 781,8                       | 99,34                       |
| 14.09.14.1015  | Sentajo Raya      | Beringin Jaya        | 16,16                       | 2.334                       | 1.177                       | 1.157                       | 2.451                       | 1.242                       | 1.209                       | 151,7                       | 102,73                      |

Innerhalb eines Jahres stieg die gesamte Bevölkerung der 11 Kelurahan um 468 Einwohner.

## Geschichte
Im Jahr 1956 wurde die Provinz Zentralsumatra (Sumatera Tengah) aus 14 Kabupaten gebildet, der Kabupaten Indragiri Hulu gehörte zu den Gründern. Durch das Gesetz Nr. 53 gab dieser Kabupaten Teile seines Territoriums an die zwei neugebildeten Kabupaten Indragiri Hilir und Kuantan Singingi ab. Beim Gründungsdatum im Oktober 1999 bestand Kuantan Singingi aus den sechs Kecamatan Singingi, Kuantan Hilir, Cerenti, Benai, Kuantan Tengah und Kuantan Mudik. Deren Anzahl erhöhte sich durch Abspaltung von Dörfern und Neubildung auf 15 Kecamatan. Als letztes wurden 2012 drei neue Kecamatan gebildet, deren Flächen- und Einwohnerzahlen  aber noch keinen Eingang in die obige Tabelle fanden:
- Pucuk Pantau (abgespalten vom Kec. Kuantan Mudik)
- Sentajo Raya (abgespalten vom Kec. Kuantan Tengah)
- Kuantan Hilir Seberang (abgespalten vom Kab. Kuantan Hilir)

Nach kurzer Existenz wurde die Provinz Zentralsumatra 1957 aufgelöst und in die Provinzen Westsumatra, Jambi und Riau aufgespalten.